# 2021-es Super Formula szezon
A 2021-es Super Formula szezon a 35. szezonja a legmagasabb szintű japán Formula-sorozatnak, illetve a kilencedik Super Formula név alatt. A szezon április 4-én kezdődött a Fujiban és október 31-én fejeződött be Szuzukában.

## Csapatok és versenyzők
Az országban nagyon szigorú koronavírus-járvány korlátozások miatt a legtöbb nem japán versenyző késve, vagy egyáltalán nem tudott csatlakozni a mezőnyhöz.
| Csapat                       | Rajtszám | Versenyző          | Motor  | Fordulók |
| ---------------------------- | -------- | ------------------ | ------ | -------- |
| TCS Nakajima Racing          | 1        | Jamamoto Naoki     | Honda  | Összes   |
| TCS Nakajima Racing          | 64       | Ojú Tosziki        | Honda  | Összes   |
| Docomo Team Dandelion Racing | 5        | Fukuzumi Nirei     | Honda  | Összes   |
| Docomo Team Dandelion Racing | 6        | Szaszahara Ukjó    | Honda  | 1–2      |
| Docomo Team Dandelion Racing | 6        | Makino Tadaszuke   | Honda  | 3–7      |
| Drago Corse with ThreeBond   | 12       | Tatiana Calderón   | Honda  | 1–2, 6–7 |
| Drago Corse with ThreeBond   | 12       | Cukakosi Koudai    | Honda  | 3–5      |
| Red Bull Mugen Team Goh      | 15       | Ócu Hiroki         | Honda  | Összes   |
| Team Mugen                   | 16       | Nodzsiri Tomoki    | Honda  | Összes   |
| B-Max Racing                 | 1        | Macusita Nobuharu  | Honda  | 2–7      |
| Kondō Racing                 | 3        | Jamasita Kenta     | Toyota | Összes   |
| Kondō Racing                 | 4        | Nakajama Juicsi    | Toyota | 1–5      |
| Kondō Racing                 | 4        | Sacha Fenestraz    | Toyota | 6–7      |
| carrozzeria Team KCMG        | 7        | Kotaka Kazuto      | Toyota | 1–5, 7   |
| carrozzeria Team KCMG        | 7        | Kobajasi Kamui     | Toyota | 6        |
| carrozzeria Team KCMG        | 18       | Kunimoto Júdzsi    | Toyota | Összes   |
| NTT communications ROOKIE    | 14       | Osima Kazuja       | Toyota | Összes   |
| carenex Team Impul           | 19       | Szekigucsi Juhi    | Toyota | Összes   |
| carenex Team Impul           | 20       | Hirakava Rió       | Toyota | 1–3, 5–7 |
| carenex Team Impul           | 20       | Takabosi Micsunori | Toyota | 4        |
| Kuo Vantelin Team TOM'S      | 36       | Nakadzsima Kazuki  | Toyota | 1, 6     |
| Kuo Vantelin Team TOM'S      | 36       | Giuliano Alesi     | Toyota | 2–5, 7   |
| Kuo Vantelin Team TOM'S      | 37       | Mijata Ritomo      | Toyota | Összes   |
| P.mu/cerumo・INGING          | 38       | Tszuboi Szo        | Toyota | Összes   |
| P.mu/cerumo・INGING          | 39       | Szakagucsi Szena   | Toyota | Összes   |

## Versenynaptár
Az előzetes programot 2020. december 6-án hozták nyilvánosságra. A koronavírus-járvány miatti korlátozások és egyéb okok után a bajnokság visszatért a hagyományos lebonyolításhoz vagyis, hogy a Suzuka Circuit adott otthont a szezonzárónak. 2021. április 12-én az illetékesek bejelentették Okayama törlését, amely október első hetében lett volna. Helyette dupla fordulót teljesítettek a Twin Ring Motegin.
| Forduló | Helyszín         | Dátum         | Pályarajz |
| ------- | ---------------- | ------------- | --------- |
| 1       | Fuji Speedway    | Április 4.    |           |
| 2       | Suzuka Circuit   | Április 25.   |           |
| 3       | Autopolis        | Május 16.     |           |
| 4       | Sportsland SUGO  | Június 20.    |           |
| 5       | Twin Ring Motegi | Augusztus 29. |           |
| 6       | Twin Ring Motegi | Október 17.   |           |
| 7       | Suzuka Circuit   | Október 31.   |           |

## A bajnokság végeredménye

### Összefoglaló
| Forduló | Helyszín         | Pole-pozíció      | Leggyorsabb kör | Győztes versenyző | Győztes csapat               |
| ------- | ---------------- | ----------------- | --------------- | ----------------- | ---------------------------- |
| 1       | Fuji Speedway    | Nodzsiri Tomoki   | Ojú Tosziki     | Nodzsiri Tomoki   | Team Mugen                   |
| 2       | Suzuka Circuit   | Fukuzumi Nirei    | Ócu Hiroki      | Nodzsiri Tomoki   | Team Mugen                   |
| 3       | Autopolis        | Giuliano Alesi    | Nodzsiri Tomoki | Giuliano Alesi    | Kuo Vantelin Team TOM'S      |
| 4       | Sportsland SUGO  | Szekigucsi Juhi   | Nodzsiri Tomoki | Fukuzumi Nirei    | Docomo Team Dandelion Racing |
| 5       | Twin Ring Motegi | Nodzsiri Tomoki   | Szekigucsi Juhi | Nodzsiri Tomoki   | Team Mugen                   |
| 6       | Twin Ring Motegi | Ócu Hiroki        | Ojú Tosziki     | Ócu Hiroki        | Red Bull Mugen Team Goh      |
| 7       | Suzuka Circuit   | Macusita Nobuharu | Nodzsiri Tomoki | Fukuzumi Nirei    | Docomo Team Dandelion Racing |

### Pontrendszer
| Helyezés | 1. | 2. | 3. | 4. | 5. | 6. | 7. | 8. | 9. | 10. |
| -------- | -- | -- | -- | -- | -- | -- | -- | -- | -- | --- |
| Pont     | 20 | 15 | 11 | 8  | 6  | 5  | 4  | 3  | 2  | 1   |

Szerezhető pontok az időmérőn:
| Helyezés | 1. | 2. | 3. |
| -------- | -- | -- | -- |
| Pont     | 3  | 2  | 1  |

### Versenyzők
| Helyezés | Versenyző          | FUJ | SUZ | AUT‡ | SUG | MOT | MOT | SUZ | Pont |
| -------- | ------------------ | --- | --- | ---- | --- | --- | --- | --- | ---- |
| 1.       | Nodzsiri Tomoki    | 1   | 12  | 5    | 6   | 1   | 53  | 3   | 86   |
| 2.       | Fukuzumi Nirei     | 3   | Ki1 | 13   | 1   | Ki  | 12  | 13  | 55   |
| 3.       | Szekigucsi Juhi    | 17† | 4   | 10   | 31  | 2   | 4   | 4   | 55   |
| 4.       | Hirakava Rió       | 4   | 2   | Ki   |     | 4   | Ki  | 2   | 46   |
| 5.       | Ojú Tosziki        | 2   | 103 | 7    | 2   | 6   | 14  | 112 | 41   |
| 6.       | Ócu Hiroki         | 16  | 5   | 6    | 10  | 10  | 1   | 5   | 38,5 |
| 7.       | Szakagucsi Szena   | 9   | 11  | 23   | 83  | 5   | 2   | 13  | 35,5 |
| 8.       | Macusita Nobuharu  |     | 13  | 3    | 4   | 3   | 6   | 121 | 33,5 |
| 9.       | Makino Tadaszuke   |     |     | 14   | 52  | 7   | 3   | 10  | 24   |
| 10.      | Mijata Ritomo      | 7   | 6   | 42   | 7   | 8   | 9   | 14  | 22   |
| 11.      | Giuliano Alesi     |     | 9   | 1    | 9   | 16  |     | 8   | 20   |
| 12.      | Szaszahara Ukjó    | 53  | 3   |      |     |     |     |     | 18   |
| 13.      | Jamamoto Naoki     | 6   | 8   | 9    | 12  | 12  | Ki2 | 9   | 13   |
| 14.      | Jamasita Kenta     | 12  | 12  | 11   | 14  | 15  | 8   | 6   | 8    |
| 15.      | Tszuboi Szo        | Ki  | 7   | Ki   | 15  | 9   | Ki  | 16  | 6    |
| 16.      | Nakadzsima Kazuki  | 11  |     |      |     |     | 7   |     | 4    |
| 17.      | Sacha Fenestraz    |     |     |      |     |     | 13  | 7   | 4    |
| 18.      | Kunimoto Júdzsi    | 8   | Ki  | Ki   | 13  | 11  | Ki  | 15  | 3    |
| 19.      | Osima Kazuja       | 10  | 15  | 8    | 18  | Ki  | 11  | 17  | 2,5  |
| 20.      | Kobajasi Kamui     |     |     |      |     |     | 10  |     | 1    |
| 21.      | Takabosi Micsunori |     |     |      | 11  |     |     |     | 0    |
| 22.      | Cukakosi Koudai    |     |     | 12   | 16  | Ki  |     |     | 0    |
| 23.      | Nakajama Juicsi    | 14  | 14  | 15   | Ki  | 13  |     |     | 0    |
| 24.      | Tatiana Calderón   | 13  | 17  |      |     |     | Ki  | 19  | 0    |
| 25.      | Kotaka Kazuto      | 15  | 16  | 16†  | 17  | 14  |     | 18  | 0    |
| Helyezés | Versenyző          | FUJ | SUZ | AUT‡ | SUG | MOT | MOT | SUZ | Pont |

### Csapatok
| Helyezés | Csapat                       | #  | FUJ | SUZ1 | AUT | SUG | MOT1 | MOT2 | SUZ2 | Pont |
| -------- | ---------------------------- | -- | --- | ---- | --- | --- | ---- | ---- | ---- | ---- |
| 1.       | carenex Team Impul           | 19 | 17† | 4    | 10  | 3   | 2    | 4    | 4    | 88   |
| 1.       | carenex Team Impul           | 20 | 4   | 2    | Ki  | 11  | 4    | Ki   | 2    | 88   |
| 2.       | Docomo Team Dandelion Racing | 5  | 3   | Ki   | 13  | 1   | Ki   | 12   | 1    | 86   |
| 2.       | Docomo Team Dandelion Racing | 6  | 5   | 3    | 14  | 5   | 7    | 3    | 10   | 86   |
| 3.       | Team Mugen                   | 16 | 1   | 1    | 5   | 6   | 1    | 5    | 3    | 77   |
| 4.       | TCS Nakajima Racing          | 1  | 6   | 8    | 9   | 12  | 12   | Ki   | 9    | 47   |
| 4.       | TCS Nakajima Racing          | 64 | 2   | 10   | 7   | 2   | 6    | 14   | 11   | 47   |
| 5.       | P.mu/cerumo・INGING          | 38 | Ki  | 7    | Ki  | 15  | 9    | Ki   | 16   | 37,5 |
| 5.       | P.mu/cerumo・INGING          | 39 | 9   | 11   | 2   | 8   | 5    | 2    | 13   | 37,5 |
| 6.       | Kuo Vantelin Team TOM'S      | 36 | 11  | 9    | 1   | 9   | 16   | 7    | 8    | 37   |
| 6.       | Kuo Vantelin Team TOM'S      | 37 | 7   | 6    | 4   | 7   | 8    | 9    | 14   | 37   |
| 7.       | Red Bull Mugen Team Goh      | 15 | 16  | 5    | 6   | 10  | 10   | 1    | 5    | 35,5 |
| 8.       | B-Max Racing                 | 51 |     | 13   | 3   | 4   | 3    | 6    | 12   | 29,5 |
| 9.       | Kondō Racing                 | 3  | 12  | 12   | 11  | 14  | 15   | 8    | 6    | 12   |
| 9.       | Kondō Racing                 | 4  | 14  | 14   | 15  | Ki  | 13   | 13   | 7    | 12   |
| 10.      | carrozzeria Team KCMG        | 7  | 15  | 16   | 16† | 17  | 14   | 10   | 18   | 4    |
| 10.      | carrozzeria Team KCMG        | 18 | 8   | Ki   | Ki  | 13  | 11   | Ki   | 15   | 4    |
| 11.      | NTT communications ROOKIE    | 14 | 10  | 15   | 8   | 18  | Ki   | 11   | 17   | 2,5  |
| 12.      | Drago Corse with ThreeBond   | 12 | 13  | 17   | 12  | 16  | Ki   | Ki   | 19   | 0    |
| Helyezés | Csapat                       | #  | FUJ | SUZ1 | AUT | SUG | MOT1 | MOT2 | SUZ2 | Pont |

## Külső hivatkozások
- A Super Formula honlapja